# Jacques Lebret
Pour les autres membres de la famille, voir Famille Le Bret.
Jacques Lebret ou Jacques Le Bret est le quatre-vingt-quatrième évêque de Toul, du 24 avril 1645 au 15 juin 1645.

## Biographie
À la mort de Paul Fieschi, le pape Innocent X fit valoir son droit à nommer les évêques de Toul et y désigna Jacques Lebret le 24 avril 1645, sans consulter le roi de France. Il est consacré évêque le 7 mai 1645, mais l'ambassadeur de France lui annonça qu'il avait grandement manqué à ses devoirs en se faisant consacrer évêque sans demander l'avis du roi.
Affecté par cette remontrance, Jacques Le Bret tomba malade et mourut le 15 juin 1645.

## Source
- A. D. Thierry, Histoire de la ville de Toul et de ses évêques, vol. 2, Paris, 1841 (lire en ligne), p. 183-184.
- « Jacques Lebret » (consulté le 21 février 2016) sur catholic-hierarchy.org.